# Campodea cossetana
Campodea cossetana es una especie de hexápodo dipluro cavernícola de la familia Campodeidae. Es endémica del noreste de la península ibérica (España).